# Königin-Christinen-Haus

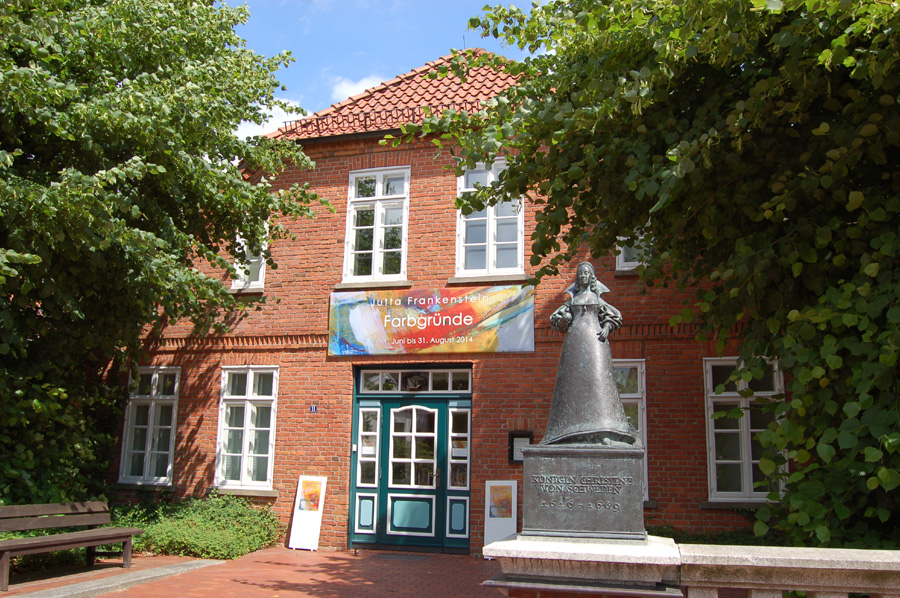
Königin-Christinen-Haus Vorderansicht

Das denkmalgeschützte Königin-Christinen-Haus („Christinenhaus“) steht in der Lindenstraße 11 in Zeven. Das Fachwerkhaus ist eines der ältesten Gebäude der Stadt und befindet sich im Besitz der Kommune. Diese nutzt die Räume für kulturelle Zwecke.

## Geschichte
Die Geschichte des Klosters Zeven endete im Jahr 1650 mit der Auflösung der Einrichtung. Aus der Mitte des 17. Jahrhunderts stammt das älteste nicht-kirchliche Gebäude Zevens, das Königin-Christinen-Haus, welches mit der Klostergeschichte eng verbunden ist und nicht nur auf Grund seines Alters, sondern auch wegen seiner Bauweise eine Besonderheit darstellt. Die Grundstruktur des Gebäudes war die eines niedersächsischen Bauernhauses mit Diele, Flett und Kammerfach. Als Gästehaus des Klosters oder als Sitz des Klosteramtmannes diente es repräsentativen Zwecken. Man brauchte also mehr Räume. Deshalb wurde der eigentliche Wohntrakt „verdoppelt“ und zweigeschossig gebaut. Komplett als Fachwerkbau errichtet, wurde in der Mitte des 19. Jahrhunderts der baufällig gewordene Giebel in reiner Ziegelausfertigung erneuert. Die Zierformen der Ziegel in diesem Giebel sind typisch für eine Bauweise nach dem Jahr 1850. Seit 1986 ist das vollständig restaurierte Gebäude zu besichtigen. Die hinteren historischen Räume wurden in der ursprünglichen Farbgestaltung wiederhergestellt. Ein bei der Bauuntersuchung gefundener originaler Fensterstock mit Schuppendekor diente als Vorlage für die Gestaltung der Fenster. Die Initialen J.W. auf einem Querriegel an der Ostfassade lassen vermuten, dass dieses Gebäude von Justus Wigers, einem Baumeister des Klosters Zeven, erbaut wurde. In den Zevener Kirchenbüchern ist Wigers in der Liste der Inhaber der Kirchenstühle nachzuweisen. Der Name des Hauses bezieht sich auf die schwedische Königin Christine (1626–1689), die damalige Landesherrin. Sie soll – laut mündlicher Überlieferung – auf einer ihrer Reisen in Zeven Station gemacht und hier Quartier genommen haben.

## Heutige Nutzung

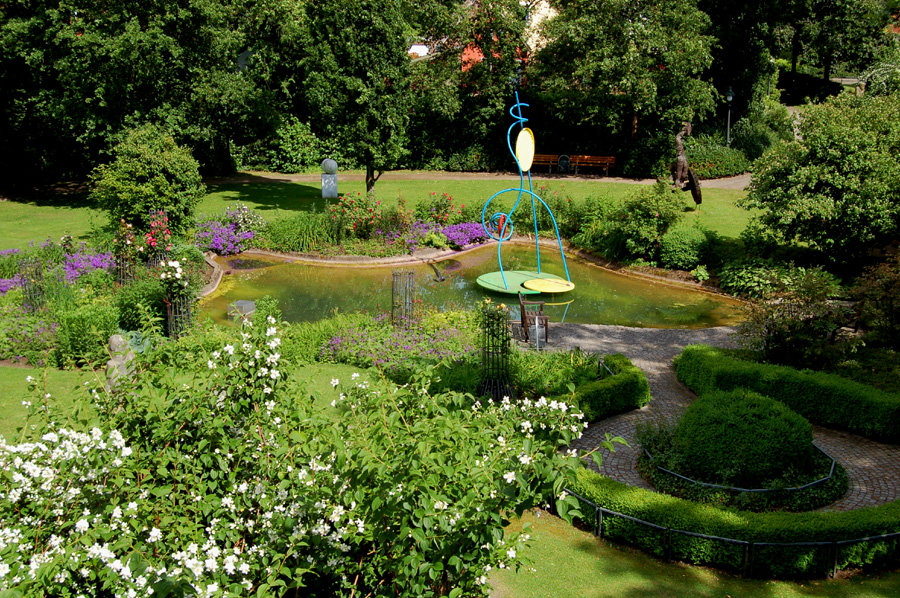
Garten mit moderner Kunst

Im ehemaligen Dielenteil zeigt die Städtische Galerie in modern gestalteten Räumen wechselnde Kunstausstellungen. Die Galerie hat sich zu einem renommierten Forum für Kunst und Künstler aus dem Elbe-Weser-Raum entwickelt. Eine Besonderheit des restaurierten Königin-Christinen-Hauses ist der ehemalige Heuboden. Er wurde zu einem Saal umgestaltet, in dem regelmäßig Vorträge, Konzerte und andere kulturelle Veranstaltungen stattfinden. Eine Attraktion stellt seit 1998 die Sammlung Walter Kempowski dar, die in 2 Räumen des historischen Teils zu sehen ist. Der Schriftsteller hat der Stadt Zeven Ausgaben seiner Bücher, versehen mit vielen kleinen persönlichen Erinnerungsstücken, Zeugnisse seines pädagogischen Wirkens als Lehrer sowie Objekte aus seinem Haus Kreienhoop zur Verfügung gestellt. Seit einigen Jahren dient das sogenannte Christinenzimmer, ein repräsentativer Raum im historischen Teil, nicht nur der Besichtigung. Hier kann man auch standesamtlich heiraten. Die Räumlichkeiten im hinteren Gebäudeteil sind teilweise mit Mobiliar des 17. Jahrhunderts ausgestattet. Der hinter dem Haus liegende Garten wurde in Anlehnung an einen barocken Hausgarten gestaltet. Die Skulpturen, die eigentlich in einen Barockgarten gehören, entstanden in zeitgenössischer Form 1993 in der Kunst-Werk-Schau und nehmen in vielfältiger Weise Bezug auf das Königin-Christinen-Haus und seine Geschichte.